# Марківська сільська рада (Баранівський район)
Марківська сільська рада (у 1924—60 роках — Старогутянська сільська рада) — колишня адміністративно-територіальна одиниця та орган місцевого самоврядування у Баранівському і Новоград-Волинському районах Волинської округи, Житомирської й Київської областей Української РСР та України з адміністративним центром у с. Марківка (у 1924—60 роках — с. Стара Гута).

## Населені пункти
Сільській раді були підпорядковані населені пункти:
- с. Марківка
- с. Глибочок
- с. Стара Гута

## Населення
Кількість населення ради, станом на 1923 рік, становила 999 осіб, кількість дворів — 199.
Відповідно до результатів перепису населення СРСР, кількість населення ради, станом на 12 січня 1989 року, становила 2 043 особи.
Станом на 5 грудня 2001 року, відповідно до перепису населення України, кількість мешканців сільської ради становила 1 995 осіб.

## Склад ради
Рада складалась з 16 депутатів та голови.

### Керівний склад сільської ради
| ПІБ                         | Основні відомості                                                 | Дата обрання | Дата звільнення |
| --------------------------- | ----------------------------------------------------------------- | ------------ | --------------- |
| Обухівський Василь Іванович | Сільський голова, 1951 року народження, освіта                    | 26.03.2006   | 31.10.2010      |
| Обухівський Василь Іванович | Сільський голова, 1951 року народження, освіта середня спеціальна | 31.10.2010   | 28.03.2014      |

Примітка: таблиця складена за даними джерела

## Історія
Створена 18 лютого 1923 року, відповідно до рішення Волинської ГАТК (протокол № 1 «Про об'єднання населених пунктів у сільради, зміну складу і центрів сільрад»), у с. Марківка Глибочської сільської ради Баранівської волості Новоград-Волинського повіту Волинської губернії, шляхом перенесення адміністративного центру Урлянської сільської ради Баранівської волості, з підпорядкуванням с. Стара Гута, пропущеного при складанні попередніх списків населених пунктів. 23 лютого 1924 року, відповідно до рішення Волинської ГАТК (протокол № 7/2 «Про зміни меж округів, районів та сільрад»), адміністративний центр ради перенесено до с. Стара Гута з перейменуванням ради на Старогутянську.
Станом на 1 вересня 1946 року Старогутянська сільська рада входила до складу Баранівського району Житомирської області, на обліку в раді перебували с. Стара Гута та х. Марківка.
11 січня 1960 року, відповідно до рішення Житомирського облвиконкому № 2 «Про зміни в адміністративно-територіальному поділі сільських рад в районах області», сільську раду ліквідовано, територію та населені пункти передано до складу Першотравенської селищної ради Баранівського району. Відновлена 7 січня 1963 року як Марківська сільська рада, відповідно до рішення Житомирського облвиконкому № 2 «Про зміну адміністративної підпорядкованості окремих сільських рад і населених пунктів», з підпорядкуванням сіл Глибочок, Марківка та Стара Гута Першотравенської селищної ради Новоград-Волинського району.
На 1 січня 1972 року Марківська сільська рада входила до складу Баранівського району Житомирської області, на обліку в раді перебували села Глибочок, Марківка та Стара Гута.
Ліквідована 30 грудня 2016 року через об'єднання до складу Баранівської міської територіальної громади Баранівського району Житомирської області.
Входила до складу Баранівського (7.03.1923 р., 8.12.1966 р.) та Новоград-Волинського (7.01.1963 р.) районів.